# Satoshi Tsunami
Satoshi Tsunami (都並 敏史, Tsunami Satoshi) (14 de agosto de 1961) es un exfutbolista, podía desempeñarse en cualquier posición de la defensa, su último club fue el Shonan Bellmare de la J1 League japonesa.

## Palmarés

### Títulos nacionales
| Título         | Club           | País  | Año  |
| -------------- | -------------- | ----- | ---- |
| Copa J. League | Verdy Kawasaki | Japón | 1992 |
| Copa J. League | Verdy Kawasaki | Japón | 1993 |
| J1 League      | Verdy Kawasaki | Japón | 1993 |

- Datos: Q2313887